# Bibliothèque bleue
Bibliothèque bleue ("biblioteca azul" em francês) é um tipo de literatura efêmera e popular publicada na França entre c. 1602 e c. 1830, comparável ao chapbook inglês, ao Volksbuch alemão e à literatura de cordel luso-brasileira. Como foi o caso na Inglaterra e na Alemanha, esse formato literário atraiu todos os níveis da sociedade francesa, transcendendo as barreiras sociais, sexuais e etárias.
Bibliothèque bleue é na origem um termo para um esquema de publicação introduzido em 1602 em Troyes pelos irmãos Jean e Nicholas Oudot, em associação com a família de Claude Garnier (1535-1589), que havia sido impressor do rei. Os Oudot produziram impressões em baixa qualidade e formato pequeno. Vendidos com uma capa de papel azul, esses produtos semelhantes a brochuras ficaram conhecidos como livres bleus, ou "livros azuis".

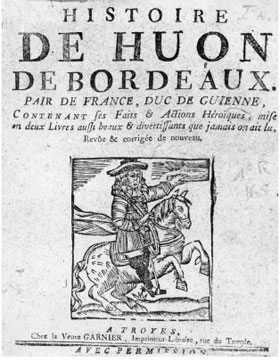
Huon of Bordeaux, impresso em Troyes por Widow Oudot (Anne Hussard) c. 1720

A matéria de conteúdo foi inicialmente limitada a efêmeras locais, mas logo foi popularizada e imitada em outras cidades como Rouen, Angers, Caen, Limoges, Avignon, Dinan, Épinal, e talvez até sessenta outras cidades, vendidas em livrarias urbanas e levados para o campo por colportores itinerantes (mascates). Essa ampla distribuição representou a origem histórica da "mídia de massa popular" na França. No final do século XVII, a Bibliothèque bleue em Troyes tornou-se uma empresa familiar administrada pelos filhos de Jean Oudot, Jean II e Jacques I, mais tarde Nicholas II e Nicholas III. O negócio Oudot logo encontrou concorrência, principalmente da família Garnier.
Nicholas III em 1665 casou-se com a filha de um bibliotecário de Paris e estabeleceu-se na capital, e começou a publicar em grandes quantidades, sobre temas como teatro, livro de histórias (especialmente recontagens em prosa de romances em verso medievais como Fierrabras, Robert le Diable, e Jean de Paris), sátira (romance picaresco), literatura religiosa, almanaques, manuais de etiqueta, livros de receitas, cancioneiros e astrologia etc. Após a morte de Nicholas II, sua viúva continuou o negócio de Troyes, e ficou conhecida em todo o reino como a veuve Oudot (viúva Oudot), atingindo no século 18 um quase monopólio no gênero.
A Oudot faliu em 1760, devido a uma nova legislação que limitava o direito de reimprimir obras. Garnier persistiu durante a Primeira República Francesa, mas faliu em 1830, pois seu modelo de negócios estava desatualizado e não podia mais competir com as formas modernas de publicação de impressão lideradas por Hachette e como resultado da centralização do sistema educacional primário.
Uma coleção significativa de volumes da Bibliothèque bleue está localizada no Médiathèque du Grand Troyes.